# Caminho de Ferro de Benguela
Caminho de Ferro de Benguela (CFB), também chamada de Caminho de Ferro Catanga-Benguela, é uma linha ferroviária que atravessa Angola de oeste a leste, sendo o maior e mais importante modal do tipo no país. Liga-se também até Tenque, no Congo-Quinxassa, à Ferrovia Cabo-Cairo (Quindu-RDC a Porto Elisabete-RAS).
Sua testa é o porto do Lobito, na costa atlântica, de onde exporta todo tipo de produtos, desde minérios, a alimentos, componentes industriais, cargas vivas, etc..
O trecho de Lobito ao Luau é explorado pela empresa LAR, e de Dilolo ao Tenque é administrada pela Sociedade Nacional dos Caminhos de Ferro do Congo (SNCC).

## História
A história do CFB inciou-se de fato em 1899, quando o governo português retomou a construção da ferrovia para dar acesso ao interior e às riquezas minerais do Congo Belga. Sua construção foi levada a cabo pelo engenheiro britânico Robert Williams — que representava os interesses de Cecil Rhodes (morto em 1902) —, que completou a ligação com a região de Catanga, em 1931, para tal constituindo as empresas Companhia do Caminho de Ferro de Benguela SARL (CCFB) e Sociedade dos Caminhos de Ferro Léopoldville-Katanga-Dilolo (atual SNCC); a ambição de Williams era transportar as riquezas minerais do chamado "cinturão de cobre da África Central".

### Construção e primeiros anos (1883-1976)

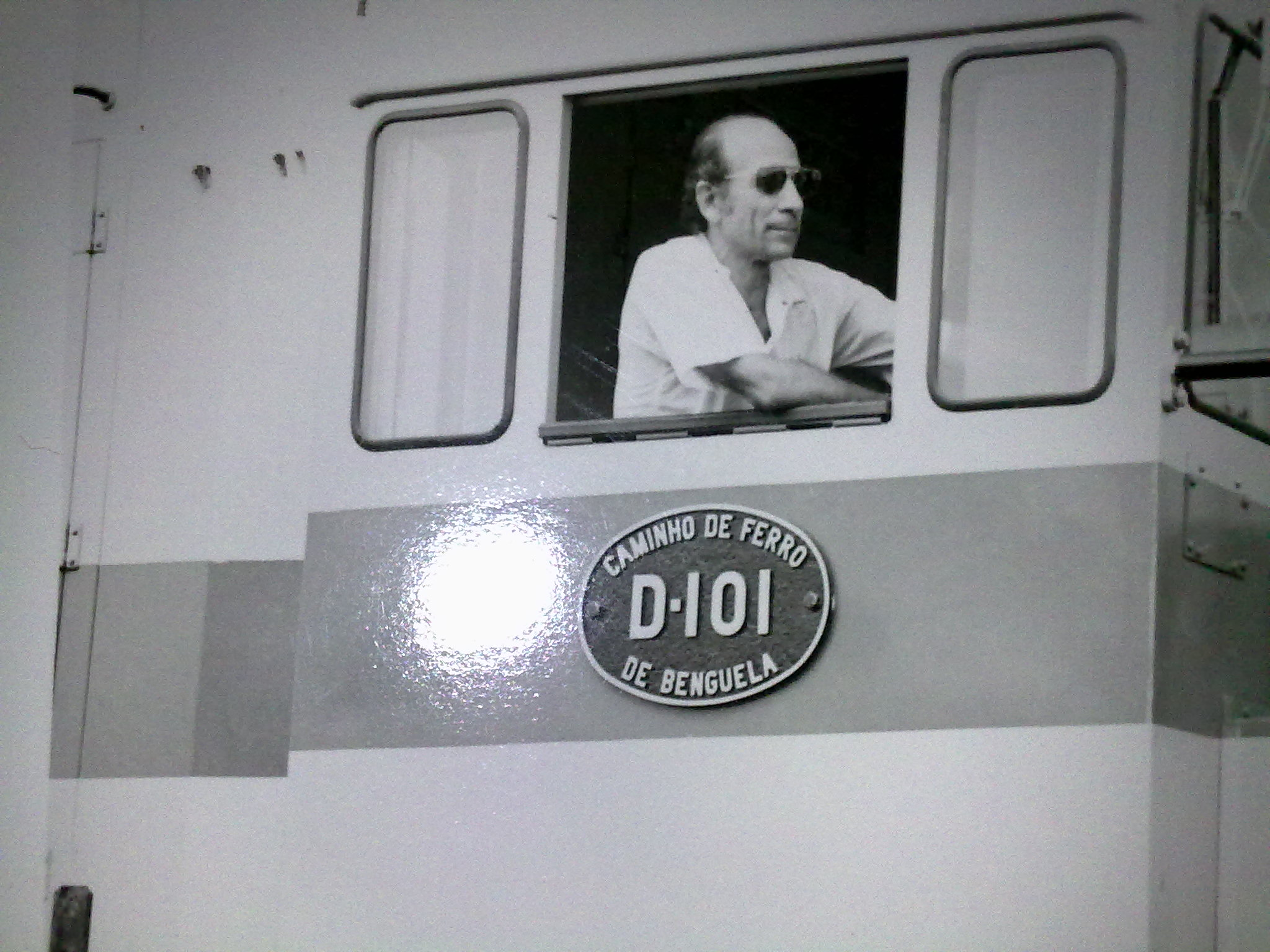
Locomotiva a Diesel do CFB, em 1973.

O primeiro trecho da ferrovia, que tinha o nome de "Caminho de Ferro Benguela-Catumbela", viria ser aberto ainda no ano de 1883, numa extensão de 23 km, servindo de ligação entre Catumbela e Benguela, às expensas do próprio Estado português. A construção cairia em rápido declínio pela falta de composições e de manutenção, servindo, já em 1899, como caminho para carros de bois e carroças.
Em 1899 o governo real português abriu uma nova licitação-concurso público para a reforma do antigo caminho de ferro, bem como a extensão deste, ligando a baía de Lobito à região do monte Saôa, à época importante em termos agrícolas. O próprio governo português, durante a realização do concurso, iniciou uma breve reabilitação do trecho entre Benguela e Catumbela para incentivar possíveis interessados. A sessão licitatória de 1899 ficou vazia. Uma nova licitação foi aberta em 1901, sendo que Robert Williams (instruído por Cecil Rhodes), enviou Marquês de Soveral e o general Joaquim José Machado como procuradores diante do ministro António Teixeira de Sousa na nova sessão licitatória; Williams ganhou a licitação-concurso, mas teve que garantir um depósito-caução de £100 000 libras esterlinas. Em 28 de novembro de 1902 o ministro Teixeira de Sousa e Robert Williams celebram o chamado "Contrato Williams" (ou Concessão Williams), ato cercado de muitas polémicas, gerando até mesmo a demissão do primeiro-ministro Ernesto Rodolfo Hintze Ribeiro.
O ato solene do início da construção do Caminho de Ferro de Benguela foi realizado no dia 1 de março de 1903, junto à ponte sobre o rio Cavaco (ponte D. Carlos), tendo sido presidido pelo governador-geral de Angola Cabral Moncada; a mesma cerimônia inaugurou o porto do Lobito.
O primeiro trecho operacional do CFB iniciou-se em 1905, ligando o Lobito à Catumbela, graças a chegada ao porto do Lobito da primeira locomotiva, a nº 01, em novembro de 1904, vinda de uma metalúrgica de Leeds, no Reino Unido.
Em 1912 a ferrovia já chegava a atual cidade do Huambo (que tem sua configuração justamente em virtude do CFB), alcançando Luau em 1929. Para o prolongamento depois de Luau, Williams fez acordo com o governo Belga criando a "Sociedade dos Caminhos de Ferro Léopoldville-Katanga-Dilolo" (criada em 1927), que entre junho de 1930 e abril de 1931 fez a ligação entre Luau, Dilolo e Tenque. No segundo semestre de 1931 o porto do Lobito recebeu, por via férrea, o primeiro carregamento de cobre proveniente de Catanga.
Entre a década de 1930 e 1970 a linha mostrou ser um sucesso, revelando-se muito rentável para as potências coloniais, especialmente por ser o caminho mais curto para transportar as riquezas minerais do sul do Congo para a Europa. Williams, morto em 1938, ainda pode ver em vida a ferrovia completamente em operação.

### Período de estagnação (1976-2001)
Após a Guerra de Independência, e a posterior Guerra Civil Angolana, a CCFB SARL foi obrigada a suspender o funcionamento do CFB, dado que boa parte da sua infraestrutura acabou por ser destruída ou danificada, além do trânsito de máquinas tornar-se inseguro.
Em 1987, numa fase de abrandamento da guerrilha, foi acordado um plano de reconstrução entre as autoridades de Angola e do Zaire, que acabou por não ser levado a cabo por causa de um reacender da guerrilha. Os Acordos de Bicesse, motivadores do armistício de 1991, permitiram a Angola solicitar um estudo para a reconstrução com a ajuda do Banco Mundial, com vista a retomar o tráfego ferroviário e a potenciar a capacidade do porto do Lobito.

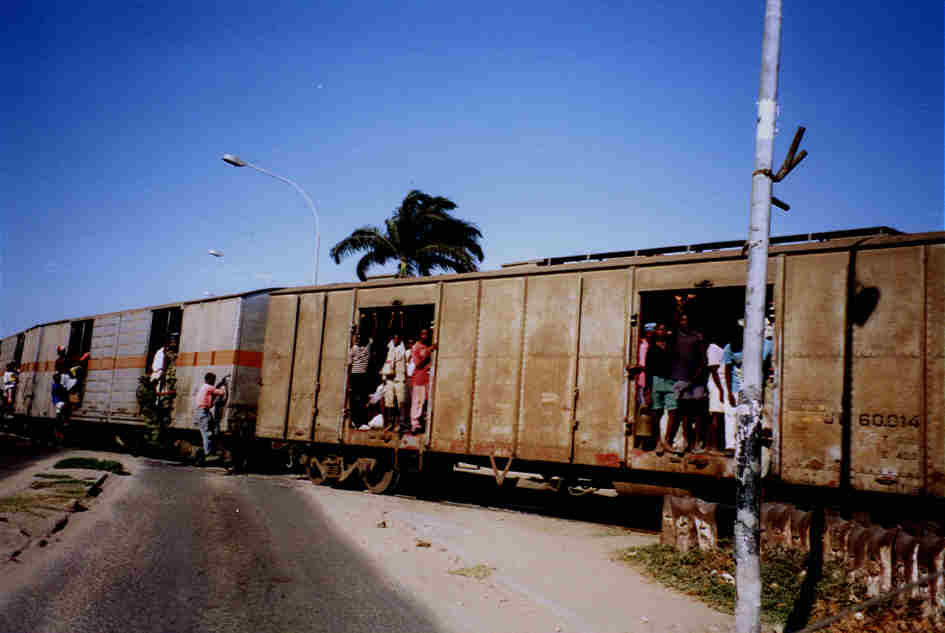
Uma composição visivelmente degradada atravessando a estrada, em 1995, em Benguela.

Durante o breve período de armistício de 1991-1992, a ferrovia transportou num ano apenas 157.000 toneladas de materiais, mas conseguiu voltar a funcionar, ainda que apenas em distâncias médias.
O tráfego era então assegurado por 8 locomotivas da General Electric, modelo U20C, 2 Paxman 8RPHXL, 6 de dois motores acoplados Cummins NT855L4, com um total de 22 locomotivas a diesel e mais 19 locomotivas dedicadas a serviços menos importantes.
Em 1995, contava com 53 locomotivas (das quais 24 foram adquiridas em segunda mão à África do Sul), 4 vagões restaurantes, 4 vagões com camas e 1761 carruagens.
Em novembro de 2001, a concessão de 99 anos da CCFB SARL terminou, passando o caminho de ferro a pertencer ao Estado angolano, assim como todas as infraestruturas móveis associadas. Em 2003 o Estado angolano recapitaliza a CCFB SARL, a transformando em empresa de capital estatal, renomeando-a como "Empresa do Caminho de Ferro de Benguela-E.P." (ECFB).

### Período de reconstrução (2001-presente)

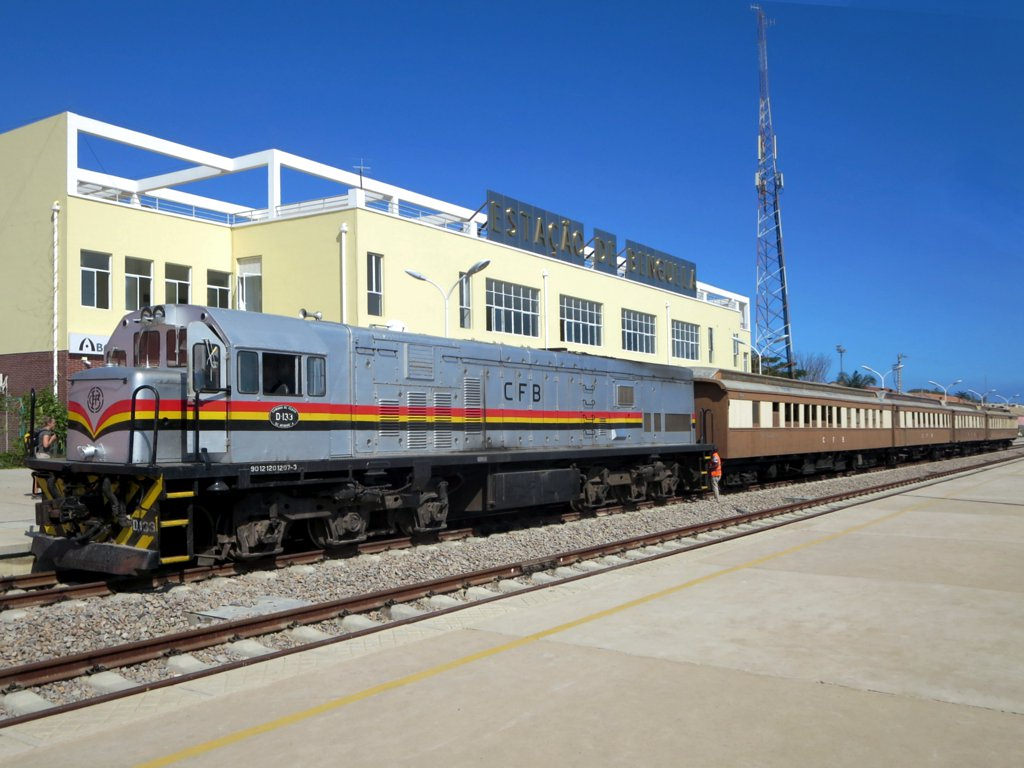
Estação de Benguela e composição do CFB restaurados, em 2015.

Em 2005, foram encetadas conversações entre os governos de Angola e da Zâmbia para retomar o funcionamento. A China forneceu cerca de 500 milhões de dólares de ajuda financeira para ajudar a reconstrução da linha danificada pela guerra. Em 6 de janeiro de 2006 as obras se iniciaram.
Em 2009, foi concluída a remoção de engenhos explosivos nesta linha, num esforço conjunto das Forças Armadas Angolanas, do Instituto Nacional de Desminagem, do Gabinete de Reconstrução Nacional e da Polícia Nacional.
Em agosto de 2011 a exploração comercial do trecho compreendido entre Benguela e o Huambo reiniciou-se. Para tal foram construídas as estações ferroviárias para embarque de cargas e pessoas em Benguela e no Huambo.
Em 2012 a operação comercial junto ao porto do Lobito reiniciou-se, bem como a linha se estendeu novamente até Luena; em 2015 a linha finalmente cobriu todo o território angolano, chegando novamente até a cidade do Luau.
Em 5 de março de 2018 foi reiniciado o transporte de minérios a partir da Mina de Tenque Fungurume, no Congo-Quinxassa, de onde se extrai cobre e cobalto, sendo as cargas levadas até o porto do Lobito. A partir dessa data a ferrovia passou à plena operação.
Em julho de 2022, o governo angolano concessionou, por 30 anos, a linha, entre Lobito e Luau, ao consórcio Trafigura Group Pte Ltd, Vecturis SA e Mota-Engil Engenharia e Construção África SA. A concessão inclui a operação, a exploração e a manutenção do transporte ferroviário de mercadorias e de toda a infraestrutura da linha férrea. Na pós-privatização, em agosto de 2024 a Trafigura, a Vecturis e a Mota-Engil anunciaram que a empresa LAR atuaria como empreendimento conjunto e nova concessionária da linha, que passou a operar no lugar da ECFB.

## Operações
O caminho de ferro de Benguela tem uma extensão de 1866 km, sendo que 1344 km somente em Angola, dando acesso acesso à parte mais interior de Angola e do Congo-Quinxassa. Em Tenque, encontra-se ligado aos sistemas ferroviários do Congo-Quinxassa e da Zâmbia. Através da ligação à Zâmbia, é possível chegar à cidade de Beira, em Moçambique, e a Dar es Salã, na Tanzânia, junto ao oceano Índico. Também se encontra ligada indirectamente ao sistema ferroviário da África do Sul. Desta forma, o CFB faz parte de uma rede ferroviária transcontinental.

### Estações principais
- Estação do Lobito;
- Estação de Benguela;
- Estação do Cubal;
- Estação de Caála;
- Estação do Huambo;
- Estação do Cuíto;
- Estação de Luena;
- Estação do Luau;
- Estação do Dilolo (RDC);
- Estação do Divuma (RDC);
- Estação de Casaji (RDC);
- Estação de Mutshatsha (RDC);[16]
- Estação do Coluezi (RDC);
- Estação do Tenque (RDC).

### Ramais
Em 1962 foi construído o Ramal do Cuima, com 65 km, que, saindo da estação de Robert Willians (Caála), ligava às minas de ferro situadas naquela localidade. Atualmente, porém, este ramal encontra-se inoperante.
O outro ramal do CFB é o Ramal do Kisenge (aberto em 1931), com 30 km de extensão, saindo da estação de Divuma, no Congo-Quinxassa. Sua importância também é para o carregamento de minérios.
Em 27 de Março de 2023, o presidente angolano entregou, à construtora brasileira Odebrecht, a obra da construção de um ramal dos Caminhos de Ferro de Benguela entre a cidade do Luena (Moxico) e Saurimo (Lunda Sul).

### Ocorrências
Entre muitos acidentes desde a entrada em operação do CFB, o mais grave ocorreu em 22 de setembro de 1994, em Tolunda, quando travões em mau estado provocaram a queda de um comboio numa ravina, matando 300 pessoas.

## Dados estatísticos
- O capital inicial do CFB era de 13 500 000 réis.
- O CFB possuía a maior plantação privada de eucaliptos do mundo, com uma área de 37 000 hectares. Para gerar vapor para as suas locomotivas, usava cerca de 570 000 toneladas de madeira por ano.
- No final da década de 1960, a CCFB empregava cerca de 14 000 trabalhadores, que, em conjunto com as respectivas famílias, representavam cerca de 44 000 pessoas relacionadas com empresa.